# Cassandra (Pennsylvania)
Cassandra  è un comune (borough) degli Stati Uniti d'America, nella contea di Cambria nello Stato della Pennsylvania. Secondo il censimento del 2010 la popolazione è di 147 abitanti.

## Società

### Evoluzione demografica
La composizione etnica vede una maggioranza di quella bianca (97,3%), dati del 2010.
| borough di Cassandra Popolazione |     |
| 2000                             | 136 |
| 2010                             | 147 |